# Liste des villes occupées par Occupy movement

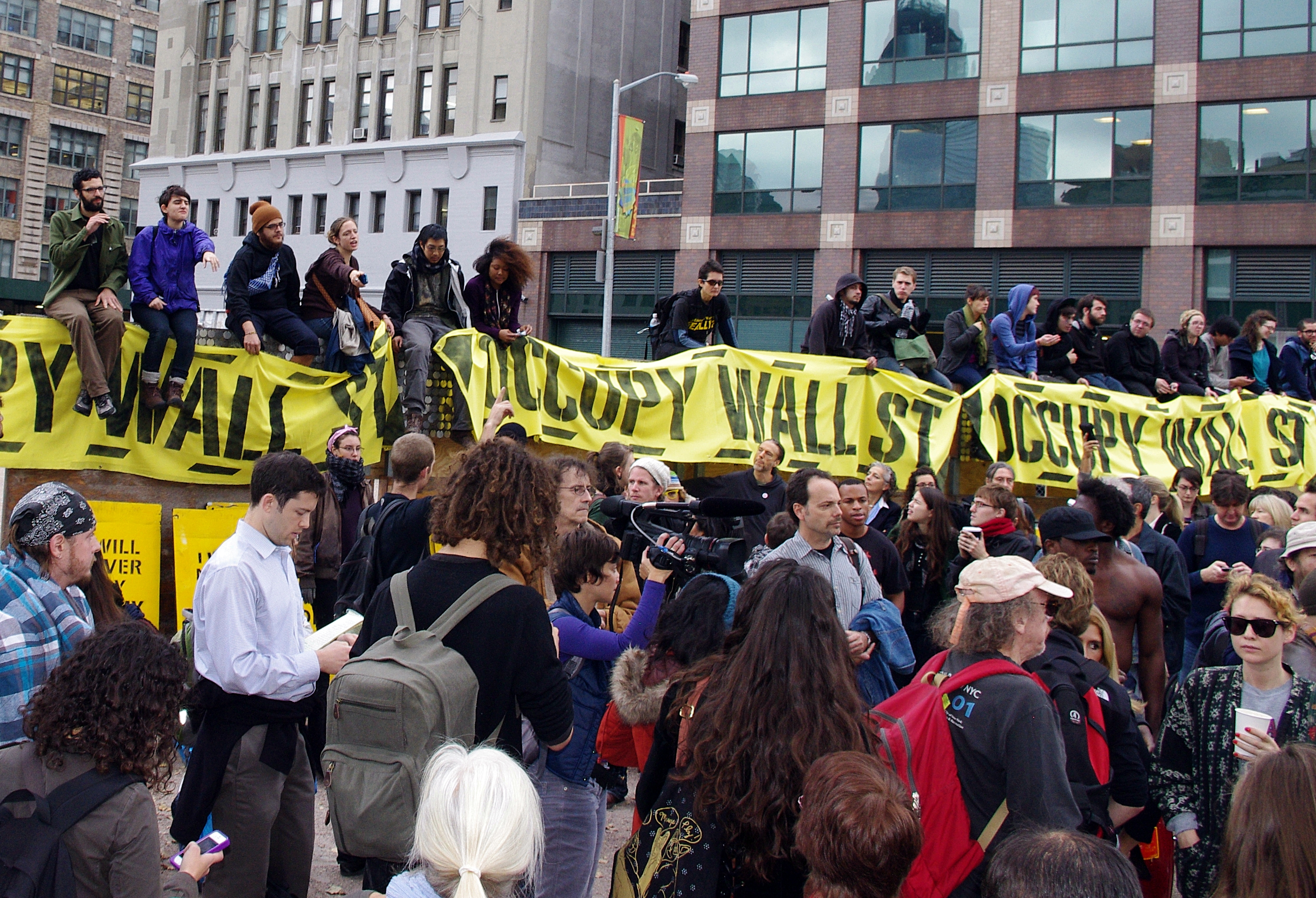
de l'Occupy Wall Street.

Occupy Wall Street a inspiré de nombreuses occupations dans le monde. Il y a eu au total plus de 1518 occupations du Occupy movement dans 82 pays en 2011-12. Cette liste est non exhaustive,,,,. Quelques mois avant ces mouvements, il y a eu le mouvement des Indignés,, lui-même inspiré des manifestations du printemps arabe et des manifestations et occupations grecques. En Amérique, le mouvement Occupy s'est aussi développé à la suite de l'appel de la revue Adbuster (Vancouver, Canada) de l'été 2011,.

## Afrique
|                |              |                 |         |            |        |
| Pays ou région | Villes       | Dates           | Nombres | Références | Notes: |
| -------------- | ------------ | --------------- | ------- | ---------- | ------ |
| Égypte         | Le Caire     | 15 octobre 2011 | 20      | [ 11 ]     |        |
| Afrique du Sud | Le Cap       | 15 octobre 2011 | 100     | ,          |        |
| Afrique du Sud | Durban       | 15 octobre 2011 | —       | ,          |        |
| Afrique du Sud | East London  | 15 octobre 2011 | —       | ,          |        |
| Afrique du Sud | Grahamstown  | 15 octobre 2011 | 200     | ,          |        |
| Afrique du Sud | Johannesburg | 15 octobre 2011 | 80      | ,          |        |

## Amérique

### Canada
|                         |                                 |                  |                 |            |                     |                 |
| Province ou territoire  | Villes                          | Dates            | Nombres         | Références | Notes               |                 |
| ----------------------- | ------------------------------- | ---------------- | --------------- | ---------- | ------------------- | --------------- |
| Alberta                 | Calgary                         | 15 octobre 2011  | 400             | ,          |                     |                 |
| Alberta                 | Edmonton                        | 15 octobre 2011  | 1 000           | ,          |                     |                 |
| Alberta                 | Red Deer                        | 15 octobre 2011  | 30              | [ 18 ]     |                     |                 |
| Colombie-Britannique    | Kelowna                         | 15 octobre 2011  | 100+            | [ 22 ]     |                     |                 |
| Colombie-Britannique    | Kamloops                        | 15 octobre 2011  | 150             | ,          |                     |                 |
| Colombie-Britannique    | Nanaimo                         | 15 octobre 2011  | 500             | [ 25 ]     |                     |                 |
| Colombie-Britannique    | Nelson (Colombie-Britannique)   | 15 octobre 2011  | 1 000           | [ 18 ]     |                     |                 |
| Colombie-Britannique    | Vancouver                       | 15 octobre 2011  | 4 000           | ,          |                     |                 |
| Colombie-Britannique    | Victoria (Colombie-Britannique) | 15 octobre 2011  | 1 000           | ,          |                     |                 |
| Manitoba                | Winnipeg                        | 15 octobre 2011  | 400             | ,          |                     |                 |
| Nouveau-Brunswick       | Fredericton                     | 15 octobre 2011  | 100             | [ 34 ]     |                     |                 |
| Nouveau-Brunswick       | Moncton                         | 15 octobre 2011  | 300             | ,          |                     |                 |
| Nouveau-Brunswick       | Saint-Jean (Nouveau-Brunswick)  | 15 octobre 2011  | 150             | ,          |                     |                 |
| Terre-Neuve-et-Labrador | Corner Brook                    | 22 octobre 2011  | 40              | [ 37 ]     |                     |                 |
| Terre-Neuve-et-Labrador | Saint-Jean de Terre-Neuve       | 15 octobre 2011  | 50              | [ 38 ]     |                     |                 |
| Nouvelle-Écosse         | Halifax                         | 15 octobre 2011  | 300             | ,          |                     |                 |
| Ontario                 | Guelph                          | 15 octobre 2011  | 35              | ,          |                     |                 |
| Ontario                 | Hamilton (Ontario)              | 15 octobre 2011  | —               | [ 41 ]     |                     |                 |
| Ontario                 | London (Ontario)                | 15 octobre 2011  | 100+            | [ 42 ]     |                     |                 |
| Ontario                 | Kingston (Ontario)              | 15 octobre, 2011 | 50              | ,          |                     |                 |
| Ontario                 | North Bay                       | —                | —               | [ 44 ]     |                     |                 |
| Ontario                 | Ottawa                          | 15 octobre 2011  | 700             | [ 45 ]     |                     |                 |
| Ontario                 | Sault-Sainte-Marie (Ontario)    | 15 octobre 2011  | 25              | ,          |                     |                 |
| Ontario                 | Grand Sudbury                   | —                | —               | [ 46 ]     |                     |                 |
| Ontario                 | Toronto                         | 15 octobre 2011  | 2 500+          | ,          | Occupy Toronto (en) |                 |
| Ontario                 | Windsor (Ontario)               | 15 octobre 2011  | 100+            | [ 51 ]     |                     |                 |
| Île-du-Prince-Édouard   | Charlottetown                   | 15 octobre 2011  | 125             | ,          |                     |                 |
| Québec                  | Chicoutimi                      | 15 octobre 2011  | 40+             | [ 53 ]     |                     |                 |
| Québec                  | Montréal                        | 15 octobre 2011  | 3 000           | ,          | Occupons Montréal   |                 |
| Québec                  |                                 | Québec (ville)   | 15 octobre 2011 |            |                     | Occupons Québec |
| Saskatchewan            | Regina                          | 15 octobre 2011  | 100+            | ,          | Occupy Regina (en)  |                 |
| Saskatchewan            | Saskatoon                       | 15 octobre 2011  | 200             | ,          |                     |                 |

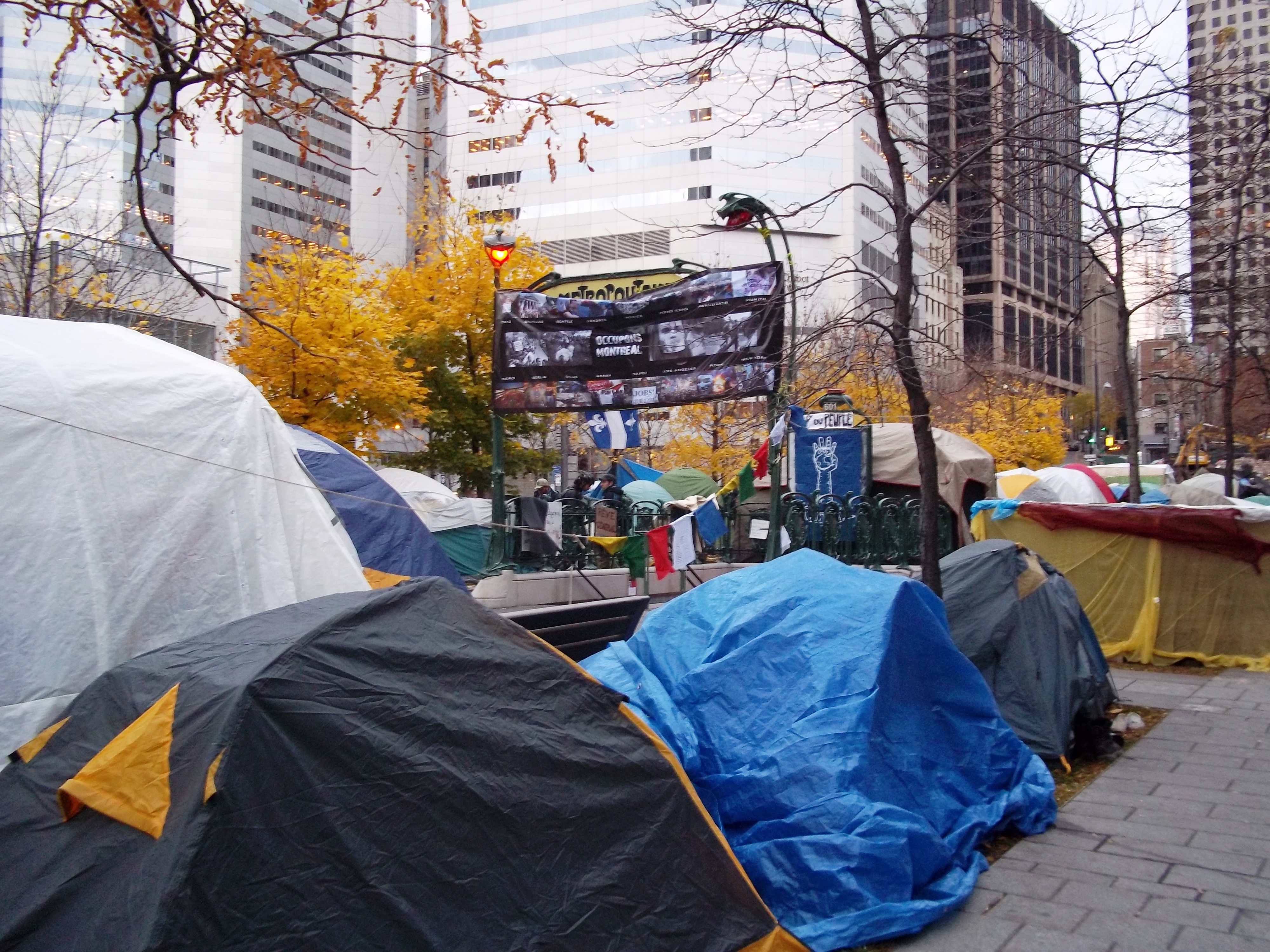
Occupons Montréal le 15 octobre 2011.
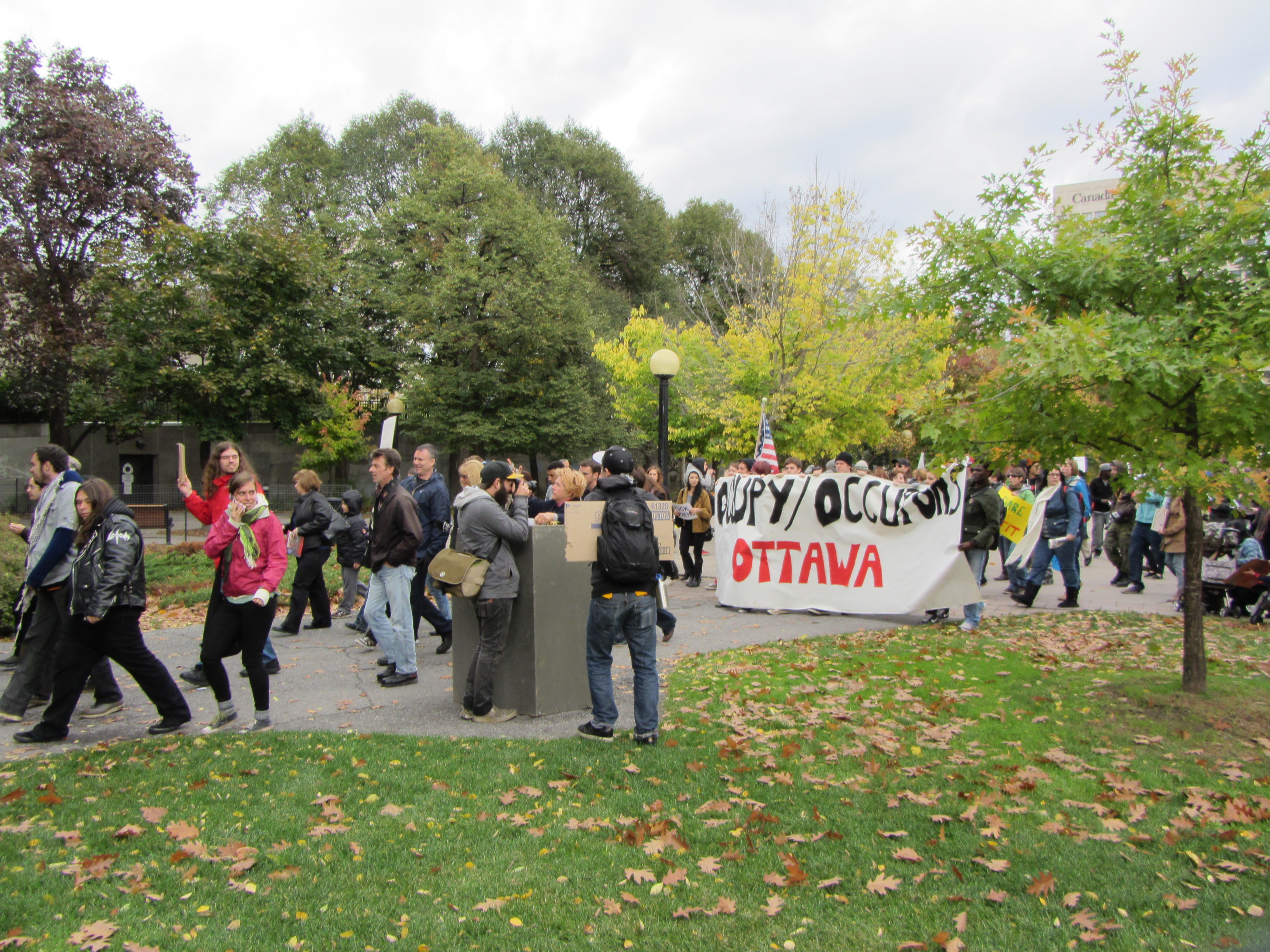
Banderole bilingue "Occupy-Occupons Ottawa" le 16 octobre 2011.
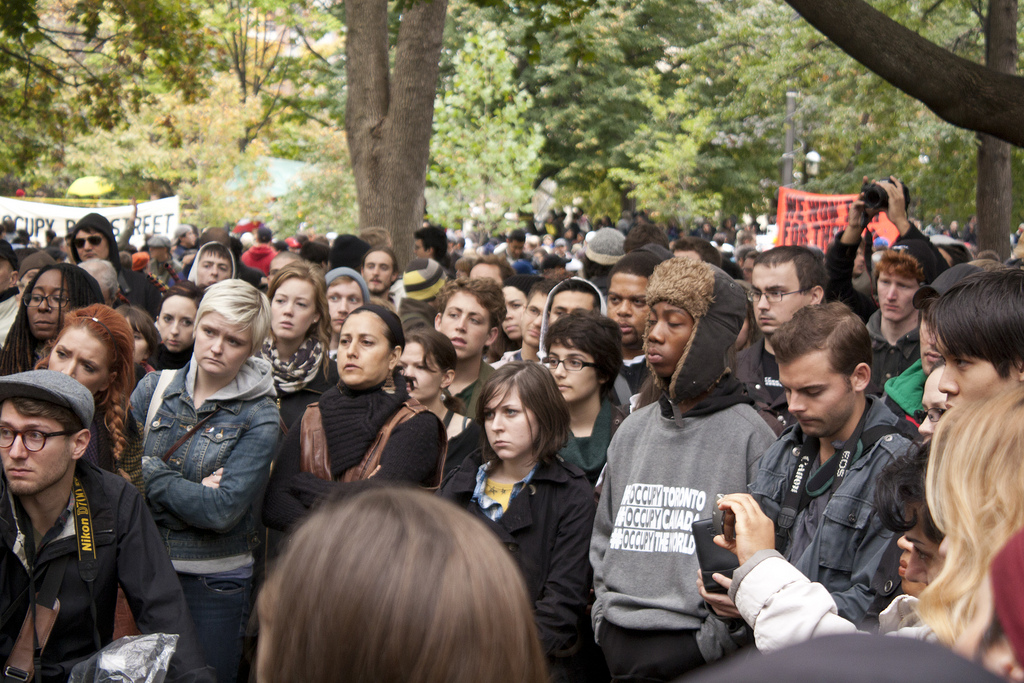
Occupy Toronto Manifestants le 15 octobre 2011.
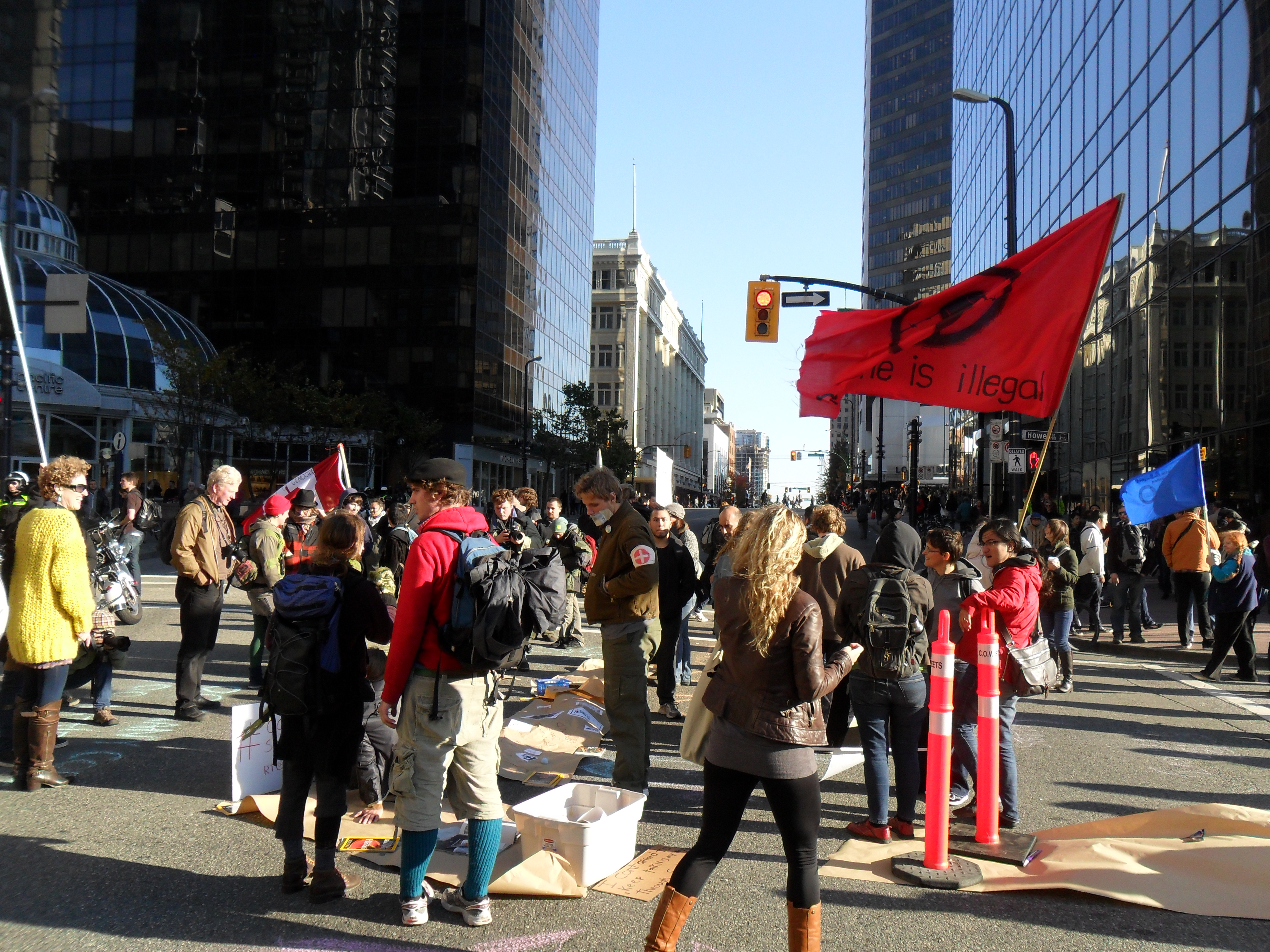
Occupy Vancouver, le 15 octobre 2011.

### Amérique latine
|                        |                       |                 |         |            |       |
| Pays ou région         | Villes                | Dates           | Nombres | Références | Notes |
| ---------------------- | --------------------- | --------------- | ------- | ---------- | ----- |
| Argentine              | Buenos Aires          | 15 octobre 2011 | 800     | ,          |       |
| Argentine              | Córdoba (Argentine)   | 15 octobre 2011 | —       | [ 60 ]     |       |
| Argentine              | Mendoza (Argentine)   | 15 octobre 2011 | —       | [ 60 ]     |       |
| Argentine              | Rosario               | 15 octobre 2011 | —       | [ 60 ]     |       |
| Argentine              | San Miguel de Tucumán | 15 octobre 2011 | —       | [ 60 ]     |       |
| Argentine              | San Salvador de Jujuy | 15 octobre 2011 | —       | [ 60 ]     |       |
| Bolivie                | —                     | 15 octobre 2011 | —       | [ 60 ]     |       |
| Brésil                 | Belo Horizonte        | —               | —       | [ 61 ]     |       |
| Brésil                 | Campinas              | 15 octobre 2011 | 20      | ,          |       |
| Brésil                 | Curitiba              | 15 octobre 2011 | 200     | ,          |       |
| Brésil                 | Goiânia               | 15 octobre 2011 | 150     | [ 11 ]     |       |
| Brésil                 | Rio de Janeiro        | 15 octobre 2011 | 150     | ,          |       |
| Brésil                 | Porto Alegre          | 15 octobre 2011 | 2 000   | ,          |       |
| Brésil                 | Salvador              | —               | —       | [ 61 ]     |       |
| Brésil                 | São Paulo             | 15 octobre 2011 | 200     | ,          |       |
| Chili                  | Concepción            | 15 octobre 2011 | 500     | [ 67 ]     |       |
| Chili                  | Santiago              | 15 octobre 2011 | 10 000  | [ 68 ]     |       |
| Chili                  | Valparaiso            | 15 octobre 2011 | 200     | [ 69 ]     |       |
| Costa Rica             | —                     | 15 octobre 2011 | —       | [ 60 ]     |       |
| Colombie               | Bogota                | 15 octobre 2011 | 70      | ,          |       |
| République dominicaine | —                     | 15 octobre 2011 | —       | [ 60 ]     |       |
| Équateur (pays)        | Quito                 | 15 octobre 2011 | 100     | [ 59 ]     |       |
| Guatemala              | —                     | 15 octobre 2011 | —       | [ 60 ]     |       |
| Honduras               | —                     | 15 octobre 2011 | —       | [ 60 ]     |       |
| Mexique                | Mexico                | 15 octobre 2011 | 250     | ,          |       |
| Mexique                | Tijuana               | 15 octobre 2011 | —       | ,          |       |
| Nicaragua              | Managua               | 15 octobre 2011 | 60      | [ 71 ]     |       |
| Panama                 | —                     | 15 octobre 2011 | —       | [ 60 ]     |       |
| Paraguay               | —                     | 15 octobre 2011 | —       | [ 60 ]     |       |
| Pérou                  | Lima                  | 15 octobre 2011 | 500     | ,          |       |
| Uruguay                | Montevideo            | 15 octobre 2011 | 80      | ,          |       |

### États-Unis
- Occupy Wall Street
- Occupy UC Davis

## Asie
|                |                |                 |             |             |             |
| Pays ou région | Villes         | Dates           | Nombres     | Références  | Notes       |
| -------------- | -------------- | --------------- | ----------- | ----------- | ----------- |
| Chine          | Luoyang        | —               | —           | [ 72 ]      |             |
| Chine          | Zhengzhou      | 6 octobre 2011  | —           | [ 72 ]      |             |
| Hong Kong      | Hong Kong      | 15 octobre 2011 | 300         | [ 73 ]      |             |
| Inde           | Calcutta       | 22 octobre 2011 | —           | ,           |             |
| Inde           | Bombay         | 29 octobre 2011 | —           | [ 76 ]      |             |
| Indonésie      | Jakarta        | 15 octobre 2011 | —           | [ 77 ]      |             |
| Israël         | Tel Aviv-Jaffa | 15 octobre 2011 | 1 500       | [ 78 ]      |             |
| Japon          | Tokyo          | 15 octobre 2011 | 100         | ,           |             |
| Malaisie       | Kuala Lumpur   | 15 octobre 2011 | 200         | ,           |             |
| Mongolie       | Oulan-Bator    | —               | —           | ,           |             |
| Pakistan       | Islamabad      | 26 octobre 2011 | —           | [ 86 ]      |             |
| Philippines    | Manille        | 15 octobre 2011 | 100         | ,           |             |
| Russie         | Voir Europe    | Voir Europe     | Voir Europe | Voir Europe | Voir Europe |
| Corée du Sud   | Séoul          | 14 octobre 2011 | 1 000       | ,           |             |
| Taïwan         | Taipei         | 15 octobre 2011 | 100         | ,           |             |
| Turquie        | Istanbul       | 30 octobre 2011 | 100         | [ 91 ]      |             |

## Europe
|                                                               |                                                            |                                                            |                                                            |                                                            |                                                            |
| Pays ou région                                                | Villes                                                     | Dates                                                      | Nombres                                                    | Références                                                 | Notes                                                      |
| ------------------------------------------------------------- | ---------------------------------------------------------- | ---------------------------------------------------------- | ---------------------------------------------------------- | ---------------------------------------------------------- | ---------------------------------------------------------- |
| Allemagne                                                     | Berlin                                                     | 15 octobre 2011                                            | 10 000                                                     | ,                                                          | Occupy Berlin (en)                                         |
| Allemagne                                                     | Bochum                                                     | 15 octobre, 2011                                           | 400                                                        | [ 92 ]                                                     |                                                            |
| Allemagne                                                     | Cologne                                                    | 15 octobre 2011                                            | 1 500                                                      | [ 92 ]                                                     |                                                            |
| Allemagne                                                     | Düsseldorf                                                 | 15 octobre 2011                                            | 2 400                                                      | ,                                                          |                                                            |
| Allemagne                                                     | Freiburg im Breisgau                                       | 15 octobre 2011                                            | 300                                                        | [ 97 ]                                                     |                                                            |
| Allemagne                                                     | Francfort-sur-le-Main                                      | 15 octobre 2011                                            | 5 000                                                      | ,                                                          |                                                            |
| Allemagne                                                     | Hambourg                                                   | 15 octobre 2011                                            | 5 000                                                      | [ 92 ]                                                     |                                                            |
| Allemagne                                                     | Hanovre                                                    | 15 octobre 2011                                            | 600+                                                       | [ 99 ]                                                     |                                                            |
| Allemagne                                                     | Leipzig                                                    | 15 octobre 2011                                            | 2 500                                                      | [ 92 ]                                                     |                                                            |
| Allemagne                                                     | Munich                                                     | 15 octobre 2011                                            | 1 000                                                      | [ 100 ]                                                    |                                                            |
| Allemagne                                                     | Rostock                                                    | 15 octobre 2011                                            | 30                                                         | [ 101 ]                                                    |                                                            |
| Allemagne                                                     | Stuttgart                                                  | 15 octobre 2011                                            | 3 000                                                      | [ 92 ]                                                     |                                                            |
| Angleterre                                                    | Bath                                                       | 30 octobre 2011                                            | 30                                                         | [ 102 ]                                                    |                                                            |
| Angleterre                                                    | Birmingham                                                 | 15 octobre 2011                                            | 100                                                        | [ 103 ]                                                    |                                                            |
| Angleterre                                                    | Bournemouth                                                | —                                                          | —                                                          | [ 104 ]                                                    |                                                            |
| Angleterre                                                    | Bradford                                                   | —                                                          | —                                                          | [ 105 ]                                                    |                                                            |
| Angleterre                                                    | Brighton                                                   | 29 octobre 2011                                            | 30+                                                        | ,                                                          |                                                            |
| Angleterre                                                    | Bristol (Angleterre)                                       | 15 octobre 2011                                            | —                                                          | [ 108 ]                                                    |                                                            |
| Angleterre                                                    | Londres                                                    | 15 octobre 2011                                            | 3 000                                                      | [ 108 ]                                                    | Occupy London (en)                                         |
| Angleterre                                                    | Manchester                                                 | 2 octobre 2011                                             | 50+                                                        | ,                                                          |                                                            |
| Angleterre                                                    | Nottingham                                                 | 15 octobre 2011                                            | —                                                          | [ 108 ]                                                    |                                                            |
| Angleterre                                                    | Newcastle upon Tyne                                        | 15 octobre 2011                                            | —                                                          | [ 108 ]                                                    |                                                            |
| Angleterre                                                    | Norwich                                                    | 15 octobre 2011                                            | 200                                                        | [ 112 ]                                                    |                                                            |
| Angleterre                                                    | Sheffield                                                  | —                                                          | —                                                          | [ 113 ]                                                    |                                                            |
| Autriche                                                      | Vienne (Autriche)                                          | 15 octobre 2011                                            | 1 500                                                      | [ 114 ]                                                    |                                                            |
| Belgique                                                      | Anvers                                                     | 22 octobre 2011                                            | 400                                                        | [ 115 ]                                                    |                                                            |
| Belgique                                                      | Région de Bruxelles-Capitale                               | 15 octobre 2011                                            | 8 000                                                      | ,                                                          |                                                            |
| Belgique                                                      | Louvain                                                    | —                                                          | 200                                                        | [ 118 ]                                                    |                                                            |
| Bosnie-Herzégovine                                            | Banja Luka                                                 | 15 octobre 2011                                            | 50                                                         | [ 90 ]                                                     |                                                            |
| Bosnie-Herzégovine                                            | Sarajevo                                                   | 15 octobre 2011                                            | 100-150                                                    | [ 119 ]                                                    |                                                            |
| Croatie                                                       | Buje                                                       | 15 octobre 2011                                            | 40                                                         | [ 120 ]                                                    |                                                            |
| Croatie                                                       | Dubrovnik                                                  | 15 octobre 2011                                            | 30                                                         | [ 121 ]                                                    |                                                            |
| Croatie                                                       | Pula                                                       | 15 octobre 2011                                            | 150                                                        | ,                                                          |                                                            |
| Croatie                                                       | Rijeka                                                     | 15 octobre 2011                                            | 300                                                        | ,                                                          |                                                            |
| Croatie                                                       | Split                                                      | 15 octobre 2011                                            | 1 000+                                                     | ,                                                          |                                                            |
| Croatie                                                       | Zagreb                                                     | 15 octobre 2011                                            | 10 000                                                     | ,                                                          |                                                            |
| Danemark                                                      | Copenhague                                                 | 15 octobre 2011                                            | 3 000                                                      | ,                                                          |                                                            |
| Écosse                                                        | Édimbourg                                                  | 15 octobre 2011                                            | —                                                          | [ 108 ]                                                    |                                                            |
| Écosse                                                        | Glasgow                                                    | 15 octobre 2011                                            | —                                                          | [ 108 ]                                                    | Occupy Glasgow (en)                                        |
| Espagne - organisé sous le nom Indignados.                    | Barcelone                                                  | 15 octobre 2011                                            | 400 000                                                    | [ 127 ]                                                    |                                                            |
| Espagne - organisé sous le nom Indignados.                    | Madrid                                                     | 15 octobre 2011                                            | 500 000                                                    | ,                                                          | 2011 Spanish protests (en)                                 |
| Espagne - organisé sous le nom Indignados.                    | Malaga                                                     | 15 octobre 2011                                            | 20 000                                                     | [ 131 ]                                                    |                                                            |
| Espagne - organisé sous le nom Indignados.                    | Mieres                                                     | 15 octobre 2011                                            | 15 000                                                     | [ 132 ]                                                    |                                                            |
| Espagne - organisé sous le nom Indignados.                    | Las Palmas de Gran Canaria                                 | 15 octobre 2011                                            | 5 000                                                      | [ 133 ]                                                    |                                                            |
| Espagne - organisé sous le nom Indignados.                    | Palma de Majorque                                          | 15 octobre 2011                                            | 10 000                                                     | [ 134 ]                                                    |                                                            |
| Espagne - organisé sous le nom Indignados.                    | Pontevedra                                                 | 15 octobre 2011                                            | 4 000                                                      | [ 135 ]                                                    |                                                            |
| Espagne - organisé sous le nom Indignados.                    | Valence (Espagne)                                          | 15 octobre 2011                                            | 100 000                                                    | [ 136 ]                                                    |                                                            |
| Estonie                                                       | Tallinn                                                    | 15 octobre 2011                                            | 200                                                        | ,                                                          |                                                            |
| France                                                        | Aix-en-Provence                                            | 15 octobre 2011                                            | 60                                                         | [ 139 ]                                                    |                                                            |
| France                                                        | Auch                                                       | 15 octobre 2011                                            | 50                                                         | [ 140 ]                                                    |                                                            |
| France                                                        | Dijon                                                      | 15 octobre 2011                                            | 100                                                        | [ 141 ]                                                    |                                                            |
| France                                                        | Grenoble                                                   | 15 octobre 2011                                            | 500                                                        | [ 142 ]                                                    |                                                            |
| France                                                        | Lyon                                                       | 15 octobre 2011                                            | —                                                          | [ 143 ]                                                    |                                                            |
| France                                                        | Marseille                                                  | 15 octobre 2011                                            | 200+                                                       | ,                                                          |                                                            |
| France                                                        | Montpellier                                                | 15 octobre 2011                                            | 200                                                        | [ 146 ]                                                    |                                                            |
| France                                                        | Nantes                                                     | 15 octobre 2011                                            | 100                                                        | [ 142 ]                                                    |                                                            |
| France                                                        | Paris                                                      | 15 octobre 2011                                            | 2 000                                                      | ,                                                          |                                                            |
| France                                                        | Pau                                                        | 15 octobre 2011                                            | 40                                                         | [ 149 ]                                                    |                                                            |
| France                                                        | La Réunion                                                 | 15 octobre 2011                                            | 30                                                         | [ 150 ]                                                    |                                                            |
| France                                                        | Rochefort                                                  | 15 octobre 2011                                            | 20                                                         | [ 151 ]                                                    |                                                            |
| France                                                        | Strasbourg                                                 | 15 octobre 2011                                            | 1 000                                                      | [ 152 ]                                                    |                                                            |
| France                                                        | Toulouse                                                   | 15 octobre 2011                                            | 1 000                                                      | [ 153 ]                                                    |                                                            |
| Finlande                                                      | Helsinki                                                   | 15 octobre 2011                                            | 1 000                                                      | ,                                                          |                                                            |
| Finlande                                                      | Joensuu                                                    | 15 octobre 2011                                            | 130                                                        | [ 157 ]                                                    |                                                            |
| Finlande                                                      | Jyväskylä                                                  | 15 octobre 2011                                            | 200                                                        | [ 158 ]                                                    |                                                            |
| Finlande                                                      | Tampere                                                    | 15 octobre 2011                                            | 400                                                        | [ 159 ]                                                    |                                                            |
| Finlande                                                      | Turku                                                      | 15 octobre 2011                                            | 500                                                        | [ 160 ]                                                    |                                                            |
| Grèce                                                         | Athènes                                                    | 15 octobre 2011                                            | 4 000                                                      | ,                                                          |                                                            |
| Grèce                                                         | Thessalonique                                              | 15 octobre 2011                                            | 2 000                                                      | [ 27 ]                                                     |                                                            |
| Islande                                                       | Reykjavik                                                  | —                                                          | —                                                          | [ 163 ]                                                    |                                                            |
| Irlande (pays)                                                |                                                            | 15 octobre 2011                                            | 400                                                        | ,                                                          |                                                            |
| Irlande (pays)                                                | Dublin                                                     | 12 octobre 2011                                            | 400                                                        | ,                                                          |                                                            |
| Irlande (pays)                                                | Galway                                                     | 15 octobre 2011                                            | —                                                          | [ 165 ]                                                    |                                                            |
| Irlande du Nord                                               | Belfast                                                    | 15 octobre 2011                                            | —                                                          | [ 168 ]                                                    |                                                            |
| Italie                                                        | Milan                                                      | 15 octobre 2011                                            | 700                                                        | [ 169 ]                                                    |                                                            |
| Italie                                                        | Rome                                                       | 15 octobre 2011                                            | 200 000                                                    | [ 170 ]                                                    | 2011 Rome demonstration (en)                               |
| République de Macédoine                                       | Skopje                                                     | 15 octobre 2011                                            | —                                                          | [ 171 ]                                                    |                                                            |
| Monténégro                                                    | Podgorica                                                  | 15 octobre 2011                                            | 100                                                        | ,                                                          |                                                            |
| Pays-Bas                                                      | Alkmaar                                                    | —                                                          | —                                                          | [ 173 ]                                                    |                                                            |
| Pays-Bas                                                      | Amersfoort                                                 | —                                                          | —                                                          | [ 174 ]                                                    |                                                            |
| Pays-Bas                                                      | Amsterdam                                                  | 16 octobre 2011                                            | 2 000                                                      | ,                                                          |                                                            |
| Pays-Bas                                                      | Arnhem                                                     | —                                                          | —                                                          | [ 178 ]                                                    |                                                            |
| Pays-Bas                                                      | Assen                                                      | —                                                          | —                                                          | [ 179 ]                                                    |                                                            |
| Pays-Bas                                                      | Deventer                                                   | —                                                          | —                                                          | [ 180 ]                                                    |                                                            |
| Pays-Bas                                                      | Doetinchem                                                 | —                                                          | —                                                          | [ 181 ]                                                    |                                                            |
| Pays-Bas                                                      | Dordrecht                                                  | —                                                          | —                                                          | [ 182 ]                                                    |                                                            |
| Pays-Bas                                                      | Eindhoven                                                  | —                                                          | —                                                          | [ 183 ]                                                    |                                                            |
| Pays-Bas                                                      | Groningue                                                  | —                                                          | —                                                          | [ 184 ]                                                    |                                                            |
| Pays-Bas                                                      | Haarlem                                                    | —                                                          | —                                                          | [ 185 ]                                                    |                                                            |
| Pays-Bas                                                      | La Haye                                                    | 15 octobre 2011                                            | 700                                                        | ,                                                          |                                                            |
| Pays-Bas                                                      | Nimègue                                                    | 15 octobre 2011                                            | —                                                          | [ 189 ]                                                    |                                                            |
| Pays-Bas                                                      | Rotterdam                                                  | 15 octobre 2011                                            | —                                                          | [ 190 ]                                                    |                                                            |
| Pays-Bas                                                      | Tilbourg                                                   | —                                                          | —                                                          | [ 191 ]                                                    |                                                            |
| Pays-Bas                                                      | Utrecht                                                    | 15 octobre 2011                                            | 50                                                         | [ 192 ]                                                    |                                                            |
| Pays-Bas                                                      | Venlo                                                      | —                                                          | —                                                          | [ 193 ]                                                    |                                                            |
| Pays-Bas                                                      | Zwolle                                                     | —                                                          | —                                                          | [ 194 ]                                                    |                                                            |
| Pays de Galles                                                | Cardiff                                                    | —                                                          | —                                                          | [ 195 ]                                                    |                                                            |
| Pologne                                                       | Cracovie                                                   | —                                                          | —                                                          | [ 196 ]                                                    |                                                            |
| Pologne                                                       | Varsovie                                                   | 15 octobre 2011                                            | 200                                                        | ,                                                          |                                                            |
| Portugal - "indignados"                                       | Barcelos                                                   | 15 octobre 2011                                            | —                                                          | [ 199 ]                                                    |                                                            |
| Portugal - "indignados"                                       | Braga                                                      | 15 octobre 2011                                            | —                                                          | [ 199 ]                                                    |                                                            |
| Portugal - "indignados"                                       | Coimbra                                                    | 15 octobre 2011                                            | —                                                          | [ 199 ]                                                    |                                                            |
| Portugal - "indignados"                                       | Évora                                                      | 15 octobre 2011                                            | —                                                          | [ 199 ]                                                    |                                                            |
| Portugal - "indignados"                                       | Faro                                                       | 15 octobre 2011                                            | —                                                          | [ 199 ]                                                    |                                                            |
| Portugal - "indignados"                                       | Funchal                                                    | 15 octobre 2011                                            | —                                                          | [ 199 ]                                                    |                                                            |
| Portugal - "indignados"                                       | Lisbonne                                                   | 15 octobre 2011                                            | 20 000- 25 000                                             | ,                                                          |                                                            |
| Portugal - "indignados"                                       | Porto                                                      | 15 octobre 2011                                            | 20 000                                                     | ,                                                          |                                                            |
| Portugal - "indignados"                                       | Santarém                                                   | 15 octobre 2011                                            | —                                                          | [ 199 ]                                                    |                                                            |
| Roumanie                                                      | Bucarest                                                   | —                                                          | —                                                          | [ 202 ]                                                    |                                                            |
| Russie                                                        | Moscou                                                     | 16 octobre 2011                                            | 15                                                         | [ 203 ]                                                    |                                                            |
| Serbie                                                        | Belgrade                                                   | 15 octobre 2011                                            | 200                                                        | ,                                                          |                                                            |
| Slovaquie                                                     | Bratislava                                                 | 15 octobre 2011                                            | 1 000                                                      | [ 205 ]                                                    |                                                            |
| Slovénie sous le nom de "Za več svobode" ("Plus de Liberté"). | Koper"                                                     | 15 octobre 2011                                            | 300                                                        | ,                                                          |                                                            |
| Slovénie sous le nom de "Za več svobode" ("Plus de Liberté"). | Ljubljana                                                  | 15 octobre 2011                                            | 4 000                                                      | ,                                                          |                                                            |
| Slovénie sous le nom de "Za več svobode" ("Plus de Liberté"). | Maribor                                                    | 15 octobre 2011                                            | 400                                                        | ,                                                          |                                                            |
| Suède                                                         | Göteborg                                                   | 15 octobre 2011                                            | —                                                          | ,                                                          |                                                            |
| Suède                                                         | Helsingborg                                                | 15 octobre 2011                                            | —                                                          | [ 209 ]                                                    |                                                            |
| Suède                                                         | Malmö                                                      | 15 octobre 2011                                            | —                                                          | [ 209 ]                                                    |                                                            |
| Suède                                                         | Norrköping                                                 | 15 octobre 2011                                            | —                                                          | [ 209 ]                                                    |                                                            |
| Suède                                                         | Östersund                                                  | 15 octobre 2011                                            | —                                                          | [ 209 ]                                                    |                                                            |
| Suède                                                         | Stockholm                                                  | 15 octobre 2011                                            | 1 000                                                      | [ 211 ]                                                    |                                                            |
| Suède                                                         | Sundsvall                                                  | 15 octobre 2011                                            | —                                                          | [ 209 ]                                                    |                                                            |
| Suède                                                         | Umeå                                                       | 15 octobre 2011                                            | 200                                                        | [ 212 ]                                                    |                                                            |
| Suède                                                         | Uppsala                                                    | 15 octobre 2011                                            | —                                                          | [ 209 ]                                                    |                                                            |
| Suisse                                                        | Genève                                                     | 15 octobre 2011                                            | 300                                                        | [ 213 ]                                                    |                                                            |
| Suisse                                                        | Zurich                                                     | 15 octobre 2011                                            | 500                                                        | ,                                                          |                                                            |
| République tchèque                                            | Prague                                                     | 15 octobre 2011                                            | 300                                                        | [ 215 ]                                                    |                                                            |
| Turquie                                                       | See Asia                                                   | See Asia                                                   | See Asia                                                   | See Asia                                                   | See Asia                                                   |
| Royaume-Uni                                                   | Voir Angleterre, Irlande du Nord, Écosse et Pays de Galles | Voir Angleterre, Irlande du Nord, Écosse et Pays de Galles | Voir Angleterre, Irlande du Nord, Écosse et Pays de Galles | Voir Angleterre, Irlande du Nord, Écosse et Pays de Galles | Voir Angleterre, Irlande du Nord, Écosse et Pays de Galles |

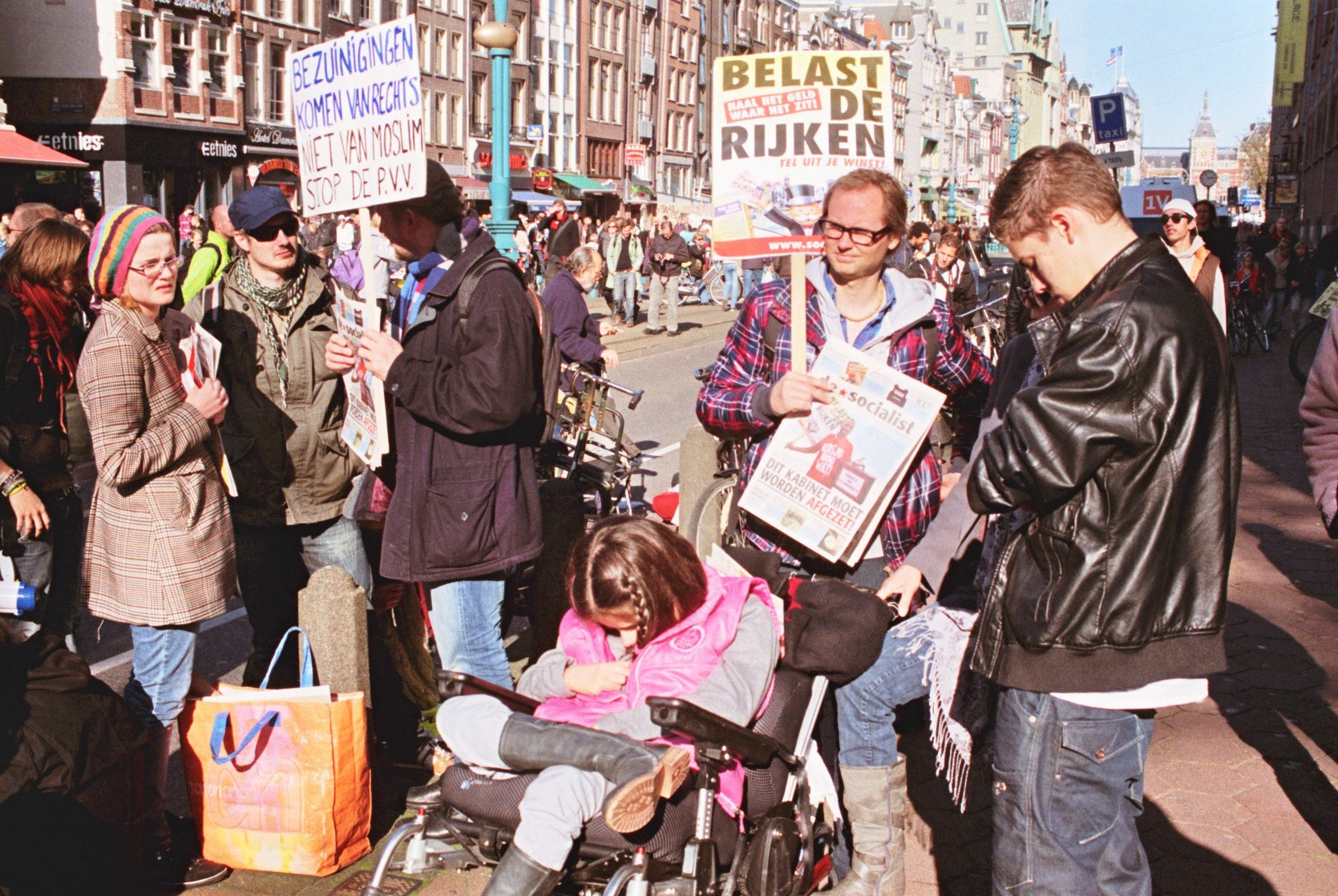
Manifestants devant la bourse d'Amsterdam le 15 octobre 2011.
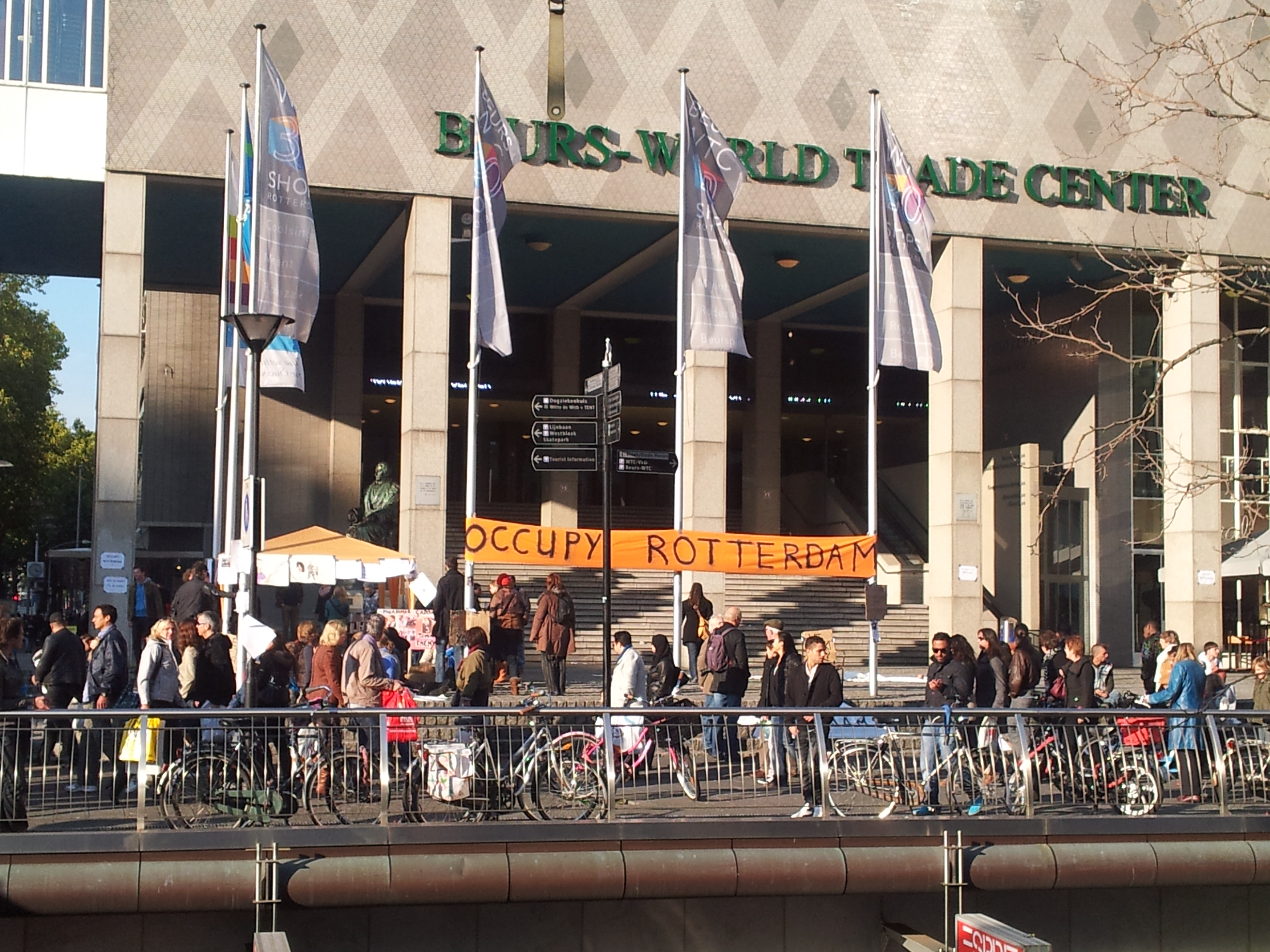
Manifestation à Rotterdam le 22 octobre 2011 devant le Centre des affaires.
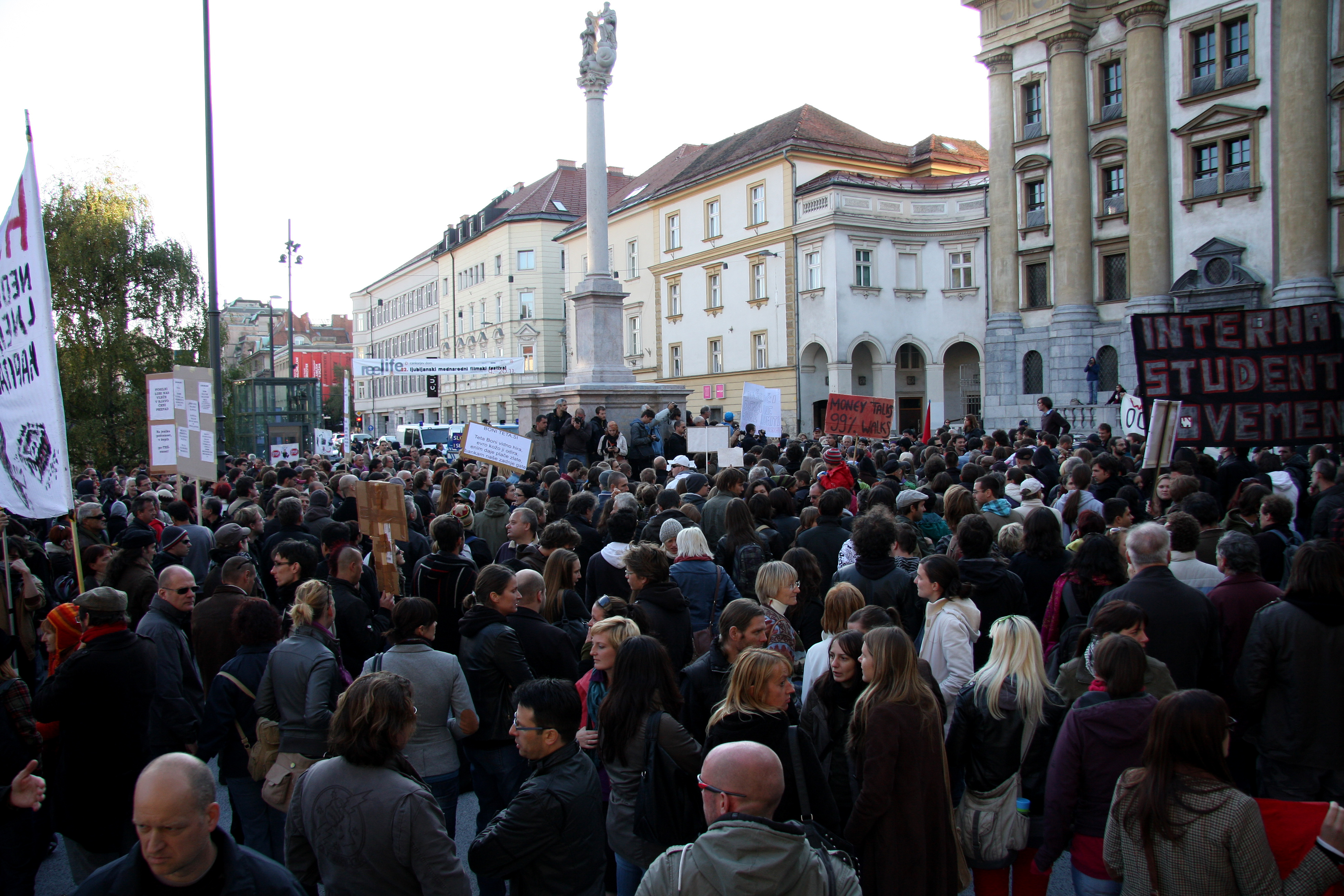
Manifestation à Ljubljana, Slovénie le 15 octobre 2011.
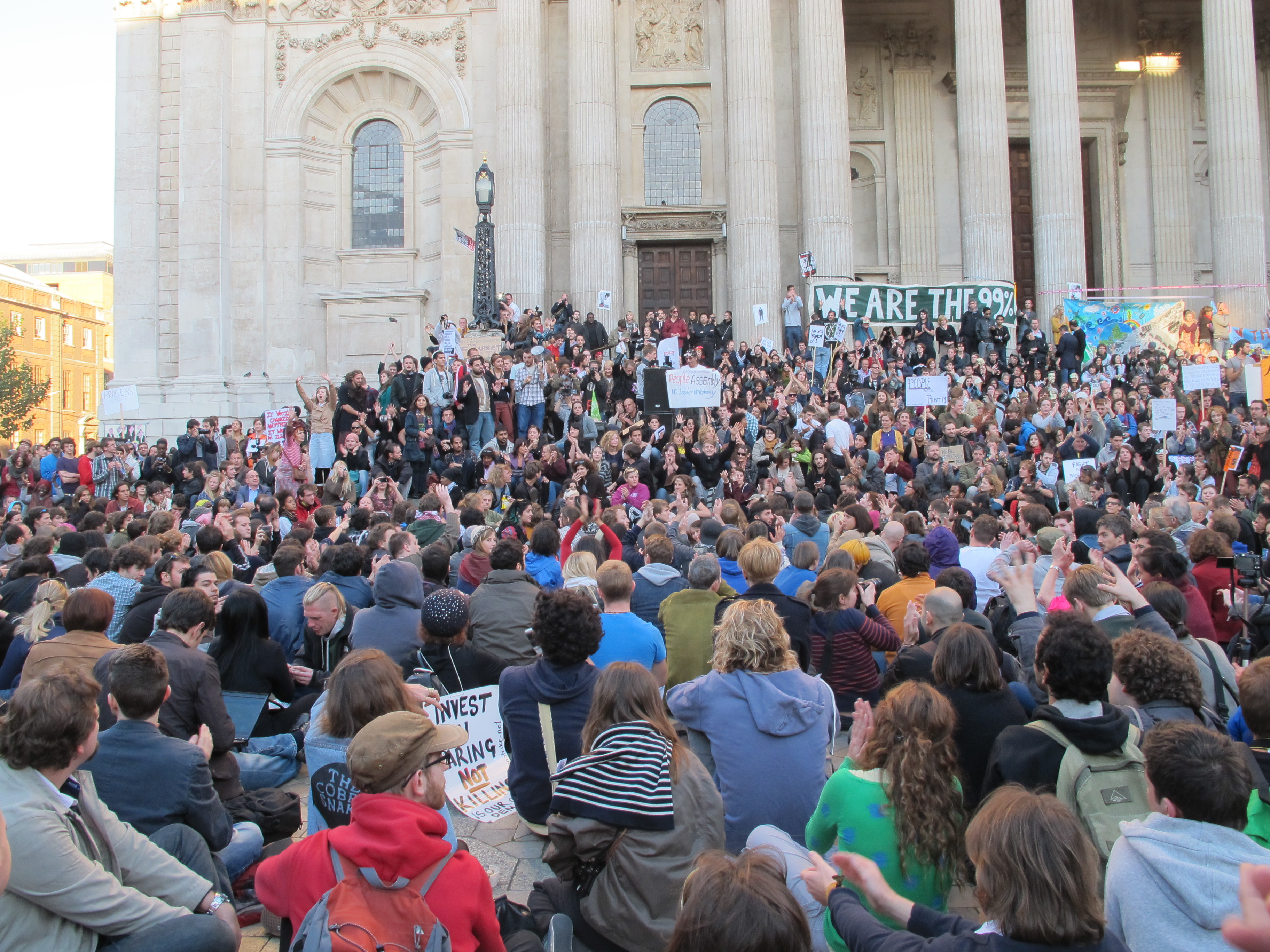
Manifestation à Londres le 15 octobre 2011.
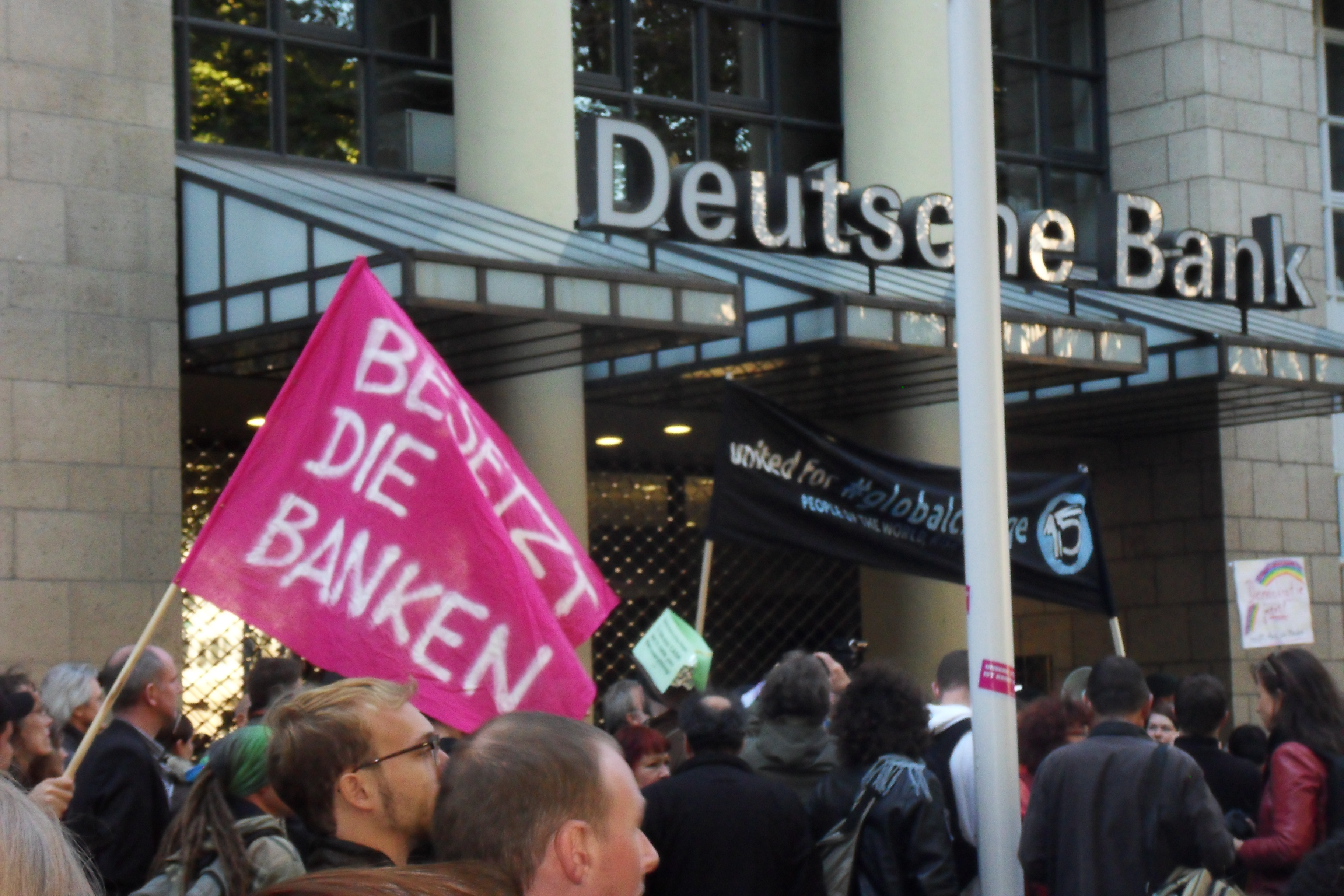
Manifestation à Düsseldorf le 15 octobre 2011.

## Océanie
|                  |                                 |                  |         |            |                       |
| Pays ou région   | Villes                          | Dates            | Nombres | Références | Notes                 |
| ---------------- | ------------------------------- | ---------------- | ------- | ---------- | --------------------- |
| Australie        | Adélaïde, Australie-Méridionale | 15 octobre 2011  | —       | ,          |                       |
| Australie        | Brisbane, Queensland            | 15 octobre 2011  | —       | [ 218 ]    |                       |
| Australie        | Hobart, Tasmanie                | 29 octobre 2011  | —       | [ 219 ]    |                       |
| Australie        | Melbourne,                      | 15 octobre 2011  | 2 000   | ,          | Occupy Melbourne (en) |
| Australie        | Perth, Australie-Occidentale    | 28 octobre 2011  | —       | ,          |                       |
| Australie        | Sydney, Nouvelle-Galles du Sud  | 15 octobre 2011  | 3 000   | ,          |                       |
| Nouvelle-Zélande | Auckland                        | 15 octobre 2011  | 3 000   | ,          |                       |
| Nouvelle-Zélande | Christchurch                    | 15 octobre 2011  | 50      | ,          |                       |
| Nouvelle-Zélande | Wellington                      | 15 octobre, 2011 | 200     | ,          |                       |
| Nouvelle-Zélande | Dunedin                         | 15 octobre 2011  | —       | ,          |                       |

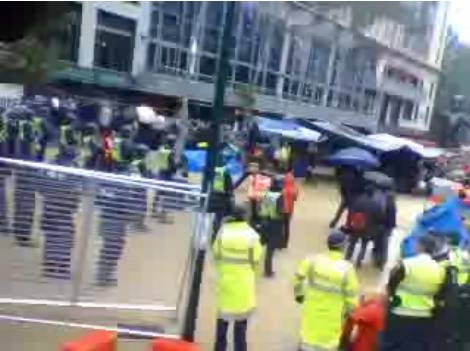
Manifestation du 21 octobre 2011
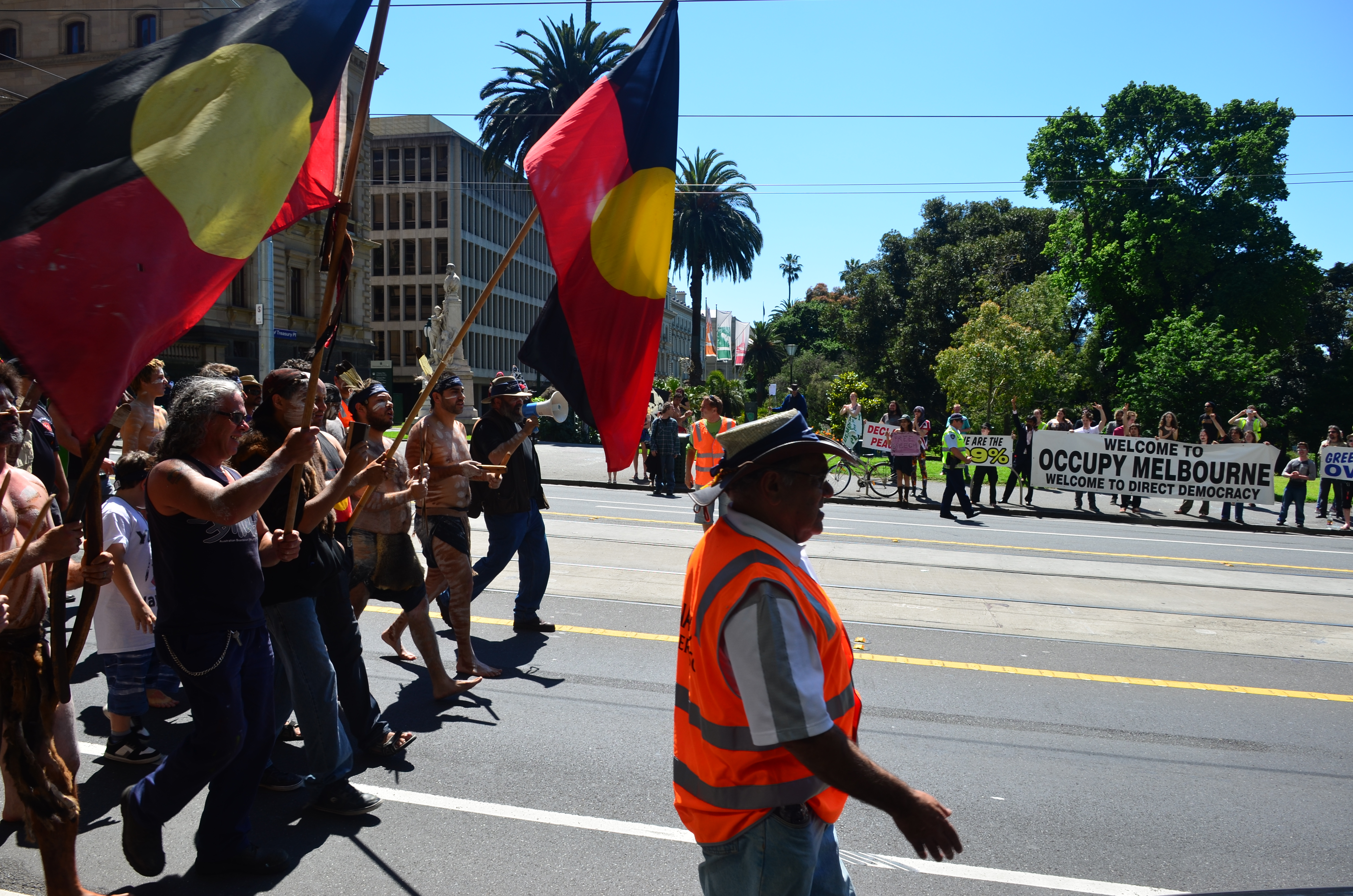
Manifestants à Melbourne